# Puerto Galera
Puerto Galera is een gemeente in de Filipijnse provincie Oriental Mindoro op het eiland Mindoro. De gemeente is met haar vele stranden en mooie duik- en snorkellocaties een toeristische trekpleister. Bij de laatste census in 2007 had de gemeente ruim 28 duizend inwoners.

## Geografie

### Bestuurlijke indeling
Puerto Galera is onderverdeeld in de volgende 13 barangays:
| - Aninuan - Balatero - Dulangan - Palangan - Sabang - San Antonio - San Isidro | - Santo Niño - Sinandigan - Tabinay - Villaflor - Poblacion - Baclayan |

## Demografie
Puerto Galera had bij de census van 2007 een inwoneraantal van 28.035 mensen. Dit zijn 6.110 mensen (27,9%) meer dan bij de vorige census van 2000. De gemiddelde jaarlijkse groei komt daarmee uit op 3,45%, hetgeen hoger is dan het landelijk jaarlijks gemiddelde over deze periode (2,04%). Vergeleken met de census van 1995 is het aantal mensen met 8.550 (43,9%) toegenomen.

De bevolkingsdichtheid van Puerto Galera was ten tijde van de laatste census, met 28.035 inwoners op 247,85 km², 113,1 mensen per km².

## Foto's

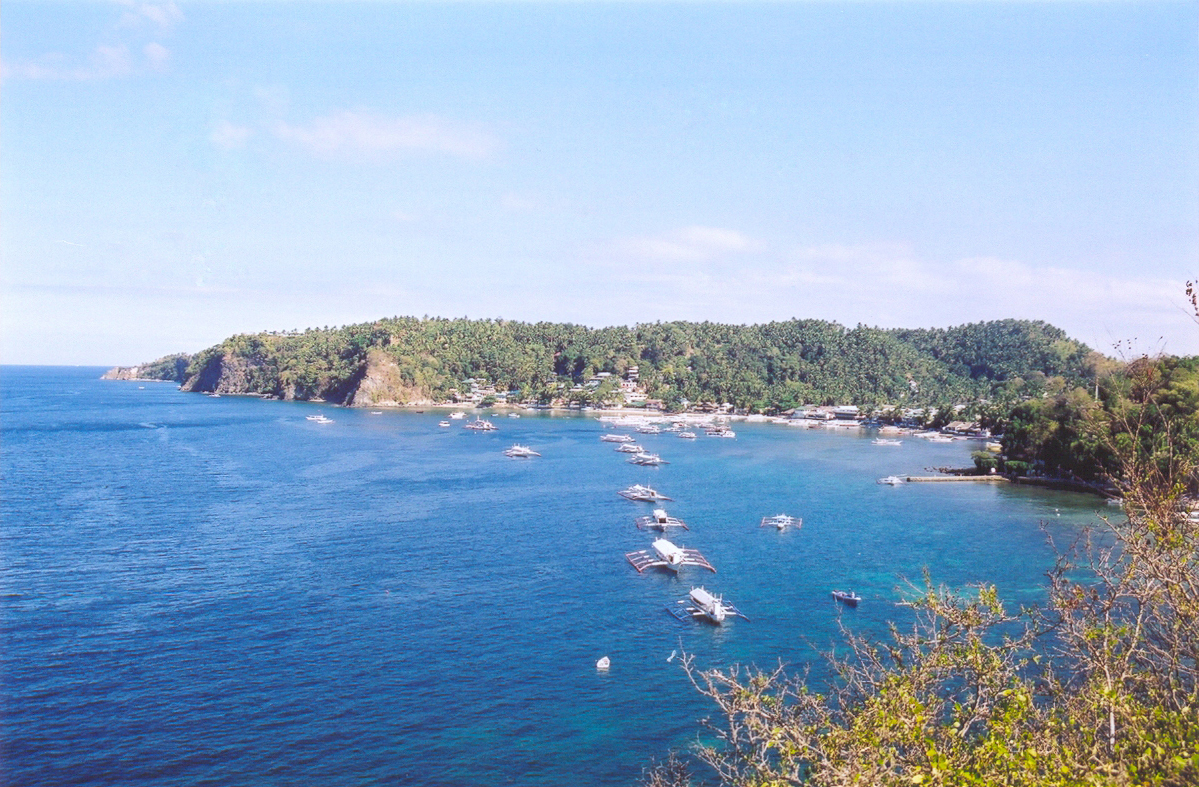
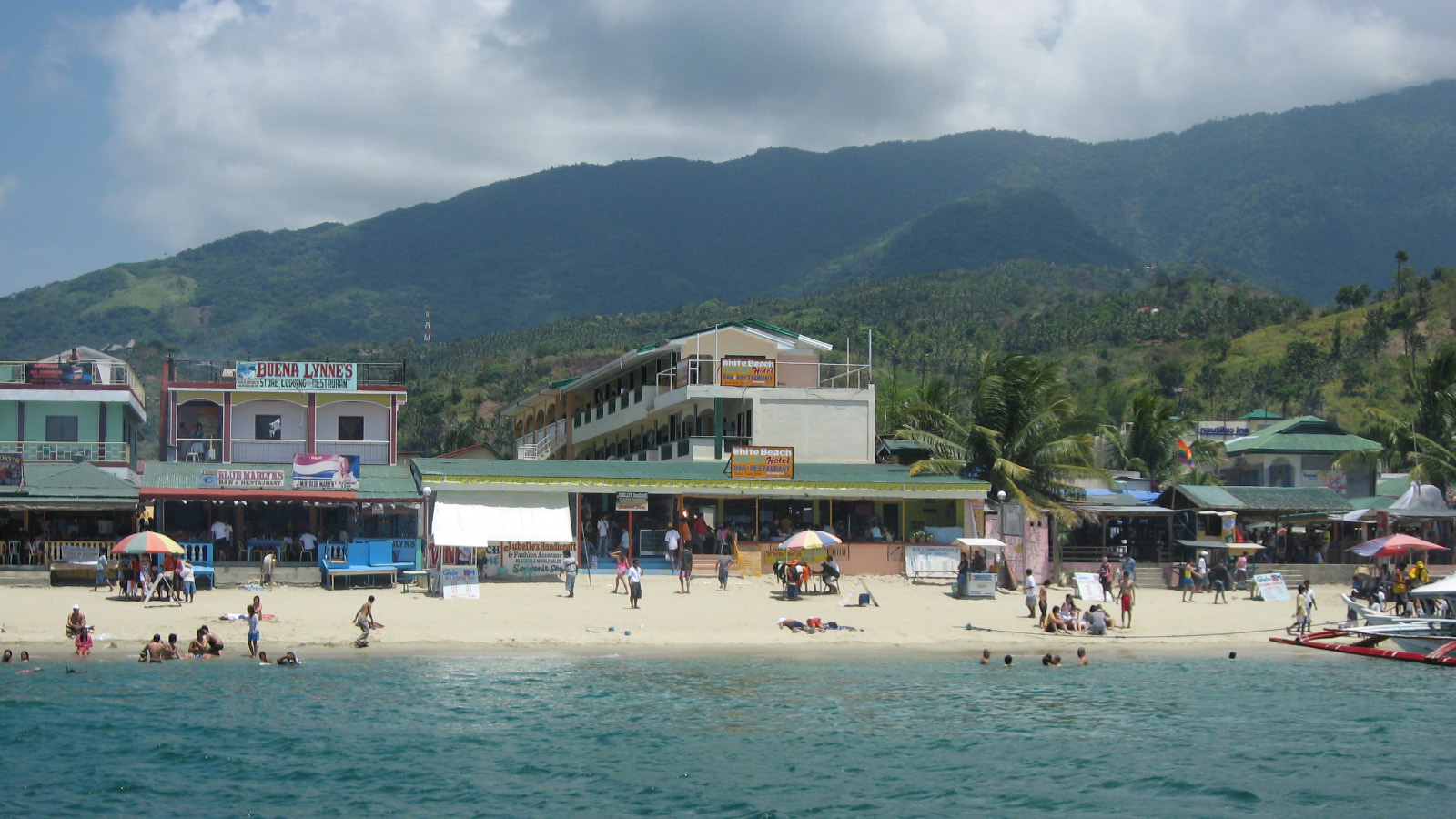
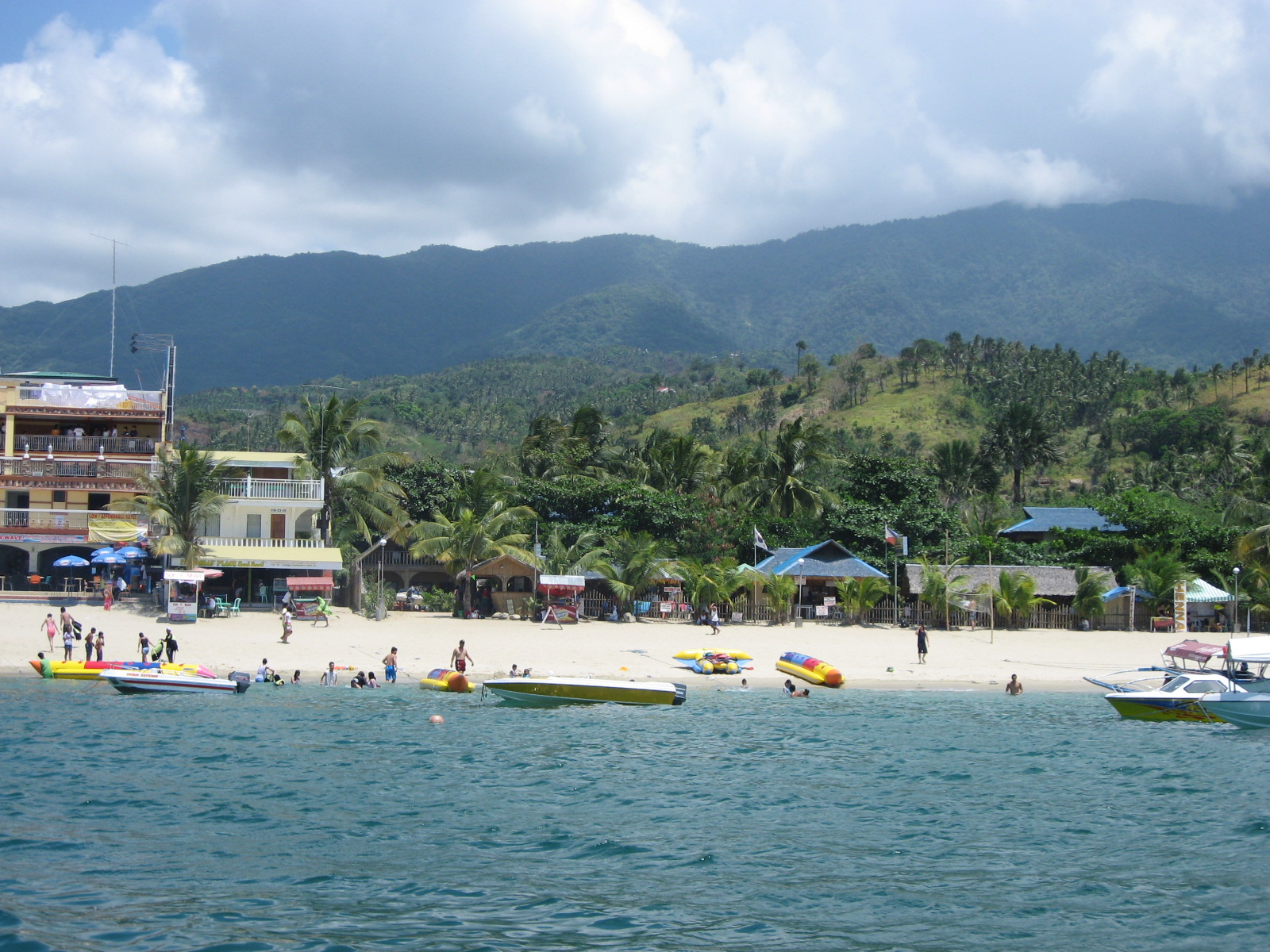
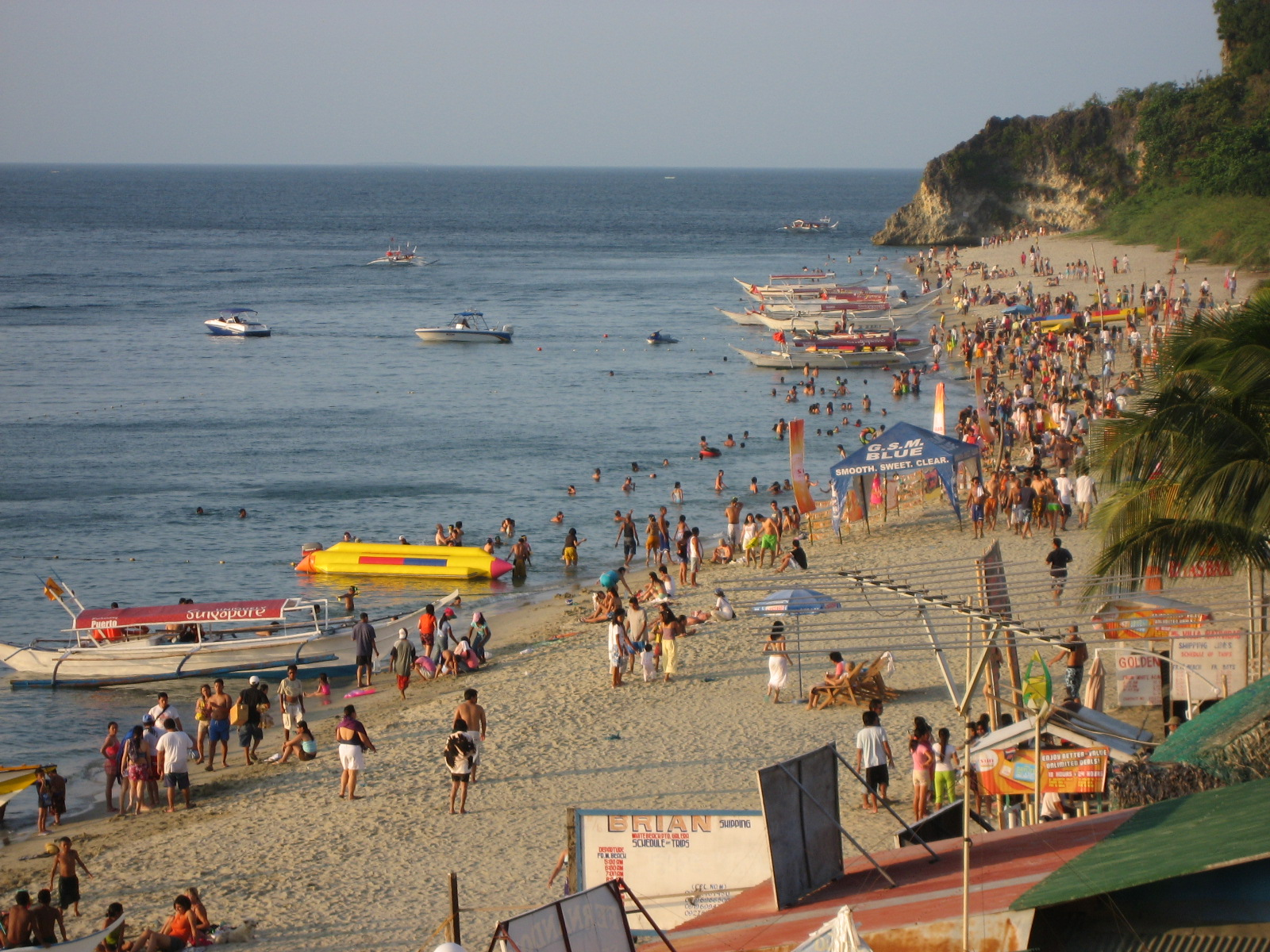
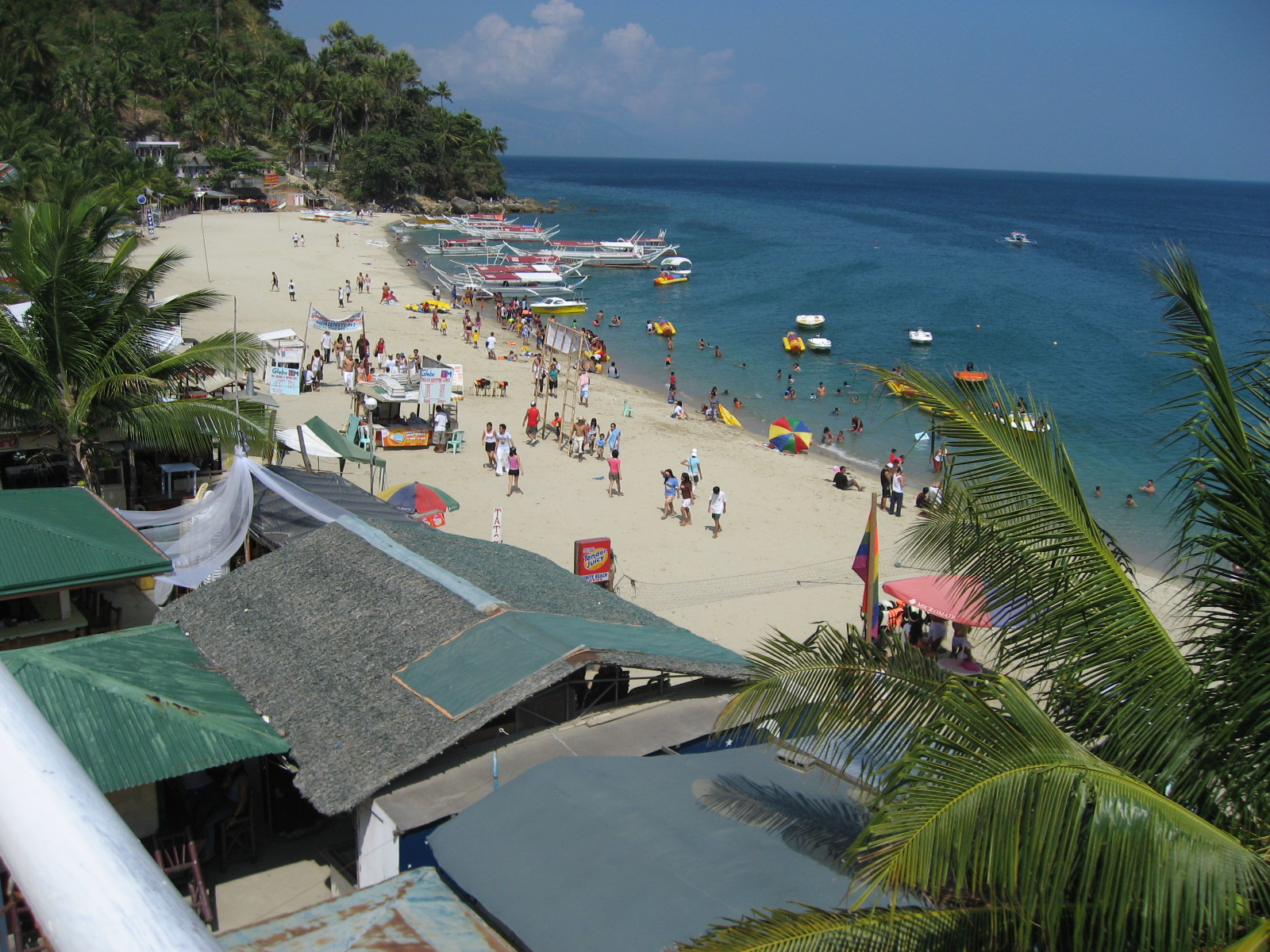